# The Penalty (film din 1920)
The Penatly este un film polițist american din 1920 regizat de Wallace Worsley. În rolurile principale joacă actorii Charles Clary și Doris Pawn.

## Actori
- Charles Clary - Dr. Ferris
- Doris Pawn - Barbary Nell
- James Mason - Frisco Pete
- Lon Chaney - Blizzard
- Milton Ross  - Lichtenstein
- Ethel Grey Terry - Rose
- Kenneth Harlan - Dr. Wilmot Allen
- Claire Adams - Barbara Ferris

Nemenționați
- Montgomery Carlyle - Bucătar
- Cesare Gravina - Profesor de artă
- Lee Phelps -  Polițist
- Madlaine Traverse - Femeie
- Edouard Trebaol -  Bubbles
- Clarence Wilson - Bucătar

## Legături externe
- The Penalty în Catalogul Institutului American de Film
- The Penalty la Internet Movie Database
- The Penalty este disponibil pentru descărcare gratuită la Internet Archive [mai mult]
- The Penalty la Allmovie
- The Penalty (film din 1920) la TCM Movie Database
- The Penalty  la Rotten Tomatoes